# Cal Garibaldi
Cal Garibaldi fou una masia al vessant sud-est del Turó de la Peira, a l'espai que actualment ocupen el carrer de la Vall d'Ordesa, el carrer de Canfranc i el passeig de Fabra i Puig de Barcelona. Es tracta d'una masia poc coneguda, que va ser enderrocada amb motiu de la urbanització del polígon del Turó de la Peira i de la construcció de la línia 5 del metro de Barcelona fins a l'estació d'Horta -(1959). Era als actuals carrers d'Ordesa, Canfranc i Passeig de Fabra i Puig.